# Doll Peak
Doll Peak är en bergstopp i Antarktis. Den ligger i Östantarktis. Australien gör anspråk på området. Toppen på Doll Peak är 2 124 meter över havet.
Terrängen runt Doll Peak är huvudsakligen kuperad, men norrut är den platt. Trakten är obefolkad. Det finns inga samhällen i närheten. 